# MO-S 5 Na trati
MO-S5 „Na trati“ je samostatný pěchotní srub oboustranný postavený ve III. stupni odolnosti. Objekt je součástí československého pohraničního opevnění z let 1935–1938. Objekt spadal pod ŽVS II (Hlučín), stavební úsek Moravská Ostrava, podúsek Bohumín. Objekt je kulturní památkou České republiky a nachází se u současné česko-polské státní hranice v části Starý Bohumín města Bohumín v okrese Karviná. Geograficky se nachází v nížině Ostravská pánev v Moravskoslezském kraji.

## Historie
Objekt byl vybetonován v červenci 1936 v první etapě výstavby československého opevnění. Sousedními objekty jsou MO-S4 „U šedé vily“ a MO-S6 „Odra“. Po obsazení českého pohraničí v roce 1938 byl srub obsazen polským vojskem. V roce 1939 byl objekt bez boje obsazen vojskem Německa. Během okupace byly z objektu vytrženy pancéřové zvony a střílny. V závěru války zde bylo stanoviště protiletecké obrany a sklad munice. Po roce 1945 byl objekt opuštěn. V roce 1999 převzal objekt do péče Klub vojenské historie Bohumín, z. s. a objekt provozuje jako muzeum. V roce 2006 byla přeložena železniční trať mimo objekt a na její místo byla postavena silnice vedoucí do Polska a na dálnici D1 (D47).

### Povodně
V roce 1997 postihla Bohumín tisíciletá povodeň. MO-S5 byl poprvé zatopen. Další zatopení, tentokrát spodní vodou přes studny, bylo při povodni v roce 2006.
Při květnových povodních v roce 2010 výška vody končila třicet centimetrů pod stropem horního patra.
V září 2024 povodeň zaplavila objekt spodní patro i horní patro. Po vyčerpání vody zůstala pěti až patnácti centimetrová vrstva bahna. V blízkosti objektu bude zvýšená protipovodňová hráz v délce asi 300 m, která má chránit část dálnice D1.

## Výstavba
MO-S5 „Na trati“ je dvoupodlažní atypický oboustranný pěchotní srub. Objekt byl rozdělen železniční tratí na dva samostatné jednostranné sruby pravý MO-S5 (a) a levý MO-S5 (b), které byly propojeny 22 m dlouhou podzemní chodbou. Vlastní betonáž obou srubů proběhla ve dnech 19. až 24. a 25. až 29. července 1936 firmou Dr. Karla Skorkovského z Prahy. K betonáži bylo zapotřebí 4 314 m3 betonu. Mezi objekty MO-S4 „U šedé vily“ a MO-S5 „Na trati“ byly vloženy dva lehké objekty vz. 37 typ A140 Z a A 160 Z.

## Posádka
Posádku v době bojové pohotovosti tvořilo 44 vojáků (mírové počty byly poloviční) z 1. roty I. praporu hraničářského pluku 4. K bojové osádce navíc byli přiděleni dva důstojníci a tři dělostřelečtí pozorovatelé.

## Výzbroj a výstroj
Původní výzbroj tvořily dva protitankové 4cm kanóny vz. 36 v provedení sólo (kódové označení zbraň Q, čili bez těžkého kulometu) v samostatných místnostech. Čtyři těžké kulomety vz. 35 v samostatných střílnách (sólo), které byly později nahrazeny kulomety vz. 37. Objekt měl osazeny dva pancéřové zvony v III. stupni odolnosti. Pravý zvon měl hmotnost 43 890 kg a levý 41 270 kg. Ve zvonech byly používány těžký kulomet vz. 37 (pravá část) a lehký kulomet vz. 26 (levá část). V pomocných střílnách byly používány tři lehké kulomety vz. 26. Celkem v objektu bylo instalováno šest granátových skluzů.
Každá část byla vybavena vlastní filtroventilační jednotkou, kopanou studnou a dieselelektrickým pohonem.

## Galerie

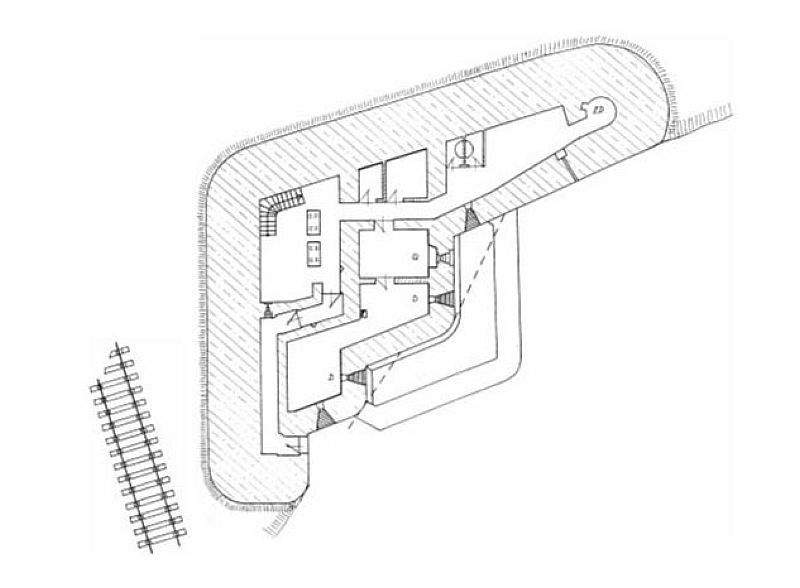
Schéma: Pravá část MO-S5 (a) nadzemní se vstupem do objektu
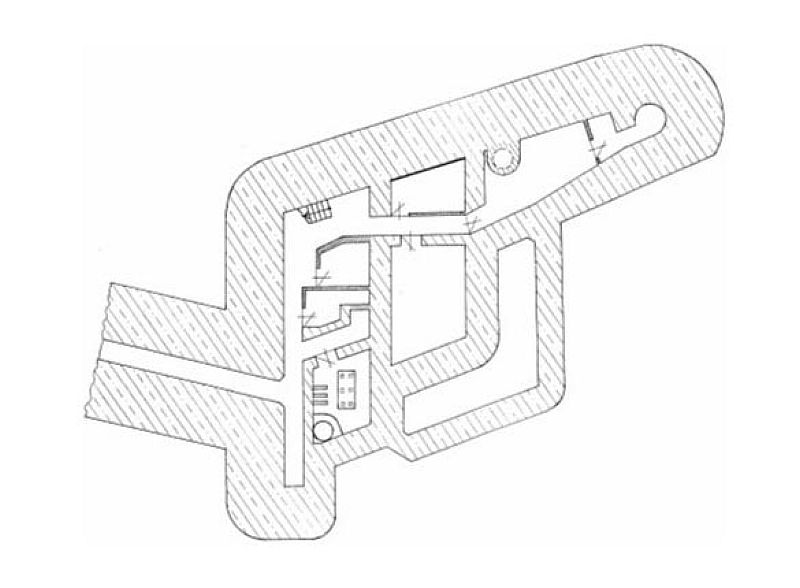
Schéma: Dolní patro MO-S5 (a) pravé části se spojovací chodbou
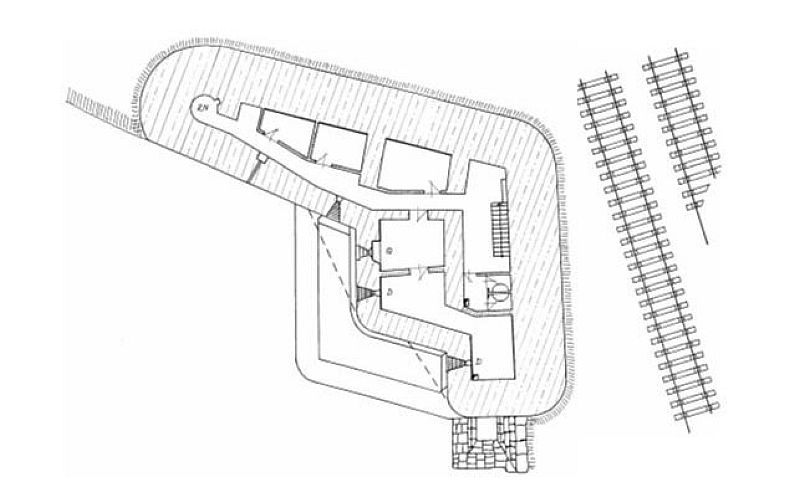
Schéma: Levá část MO-S5 (b) nadzemní
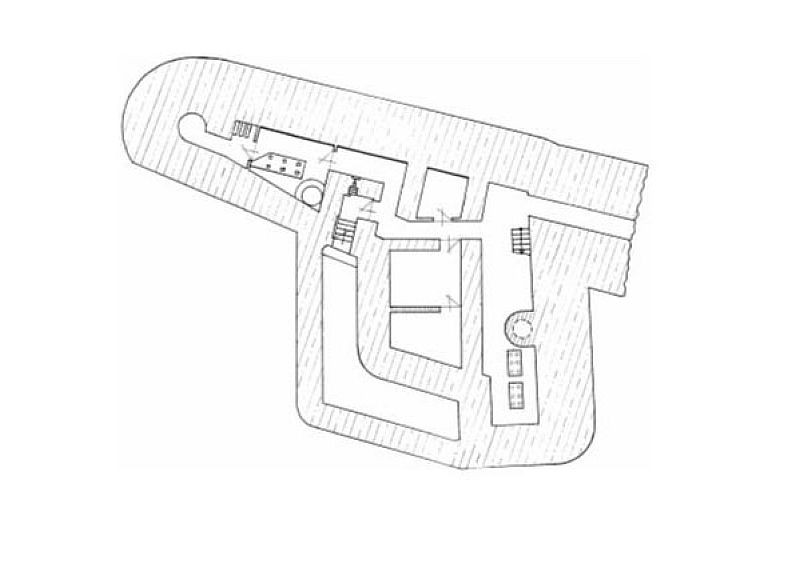
Schéma: Levá část MO-S5 (b) podzemní s nouzovým východem a spojovací chodbou
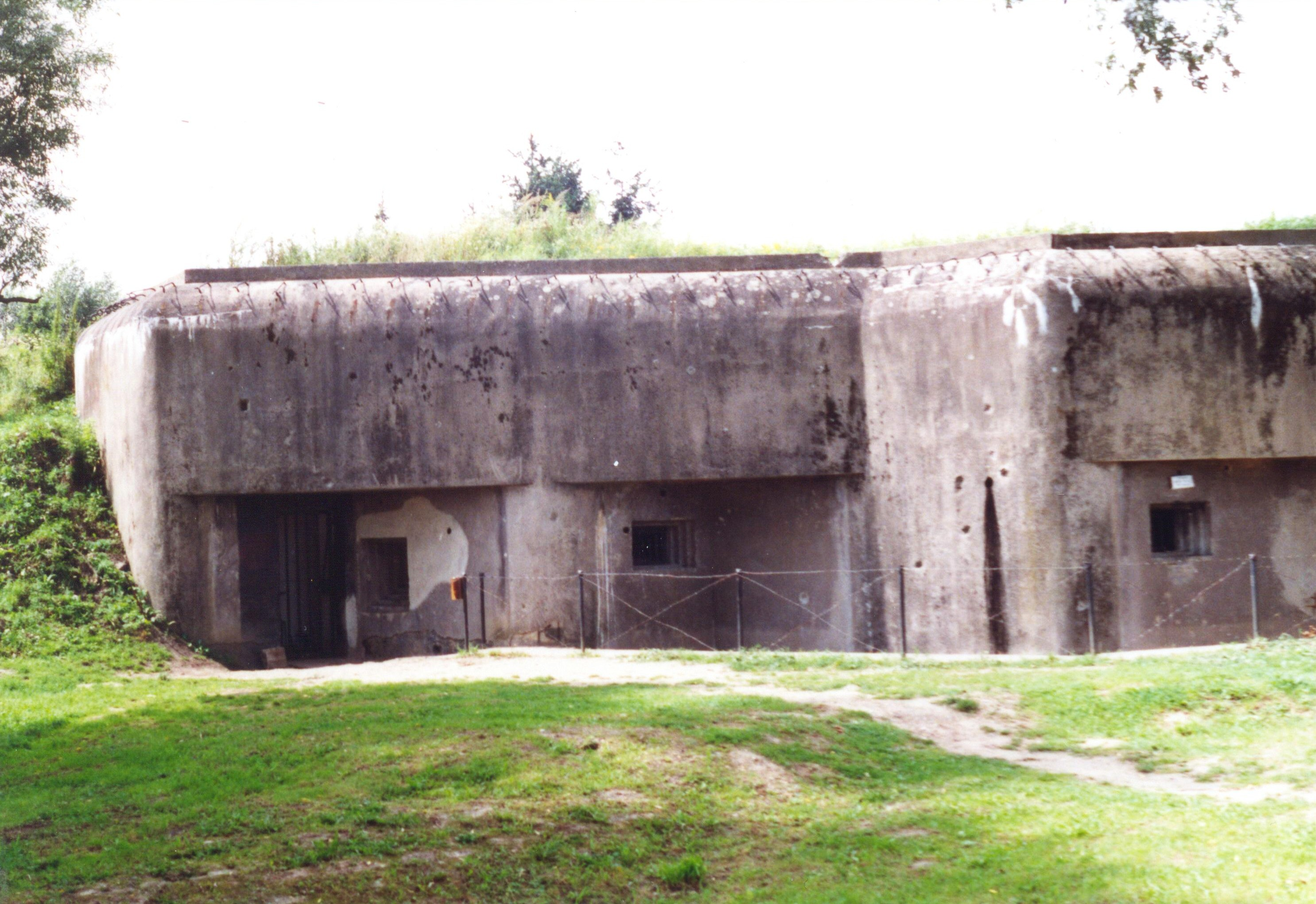
MO-S5 (a) pravá část v roce 2001
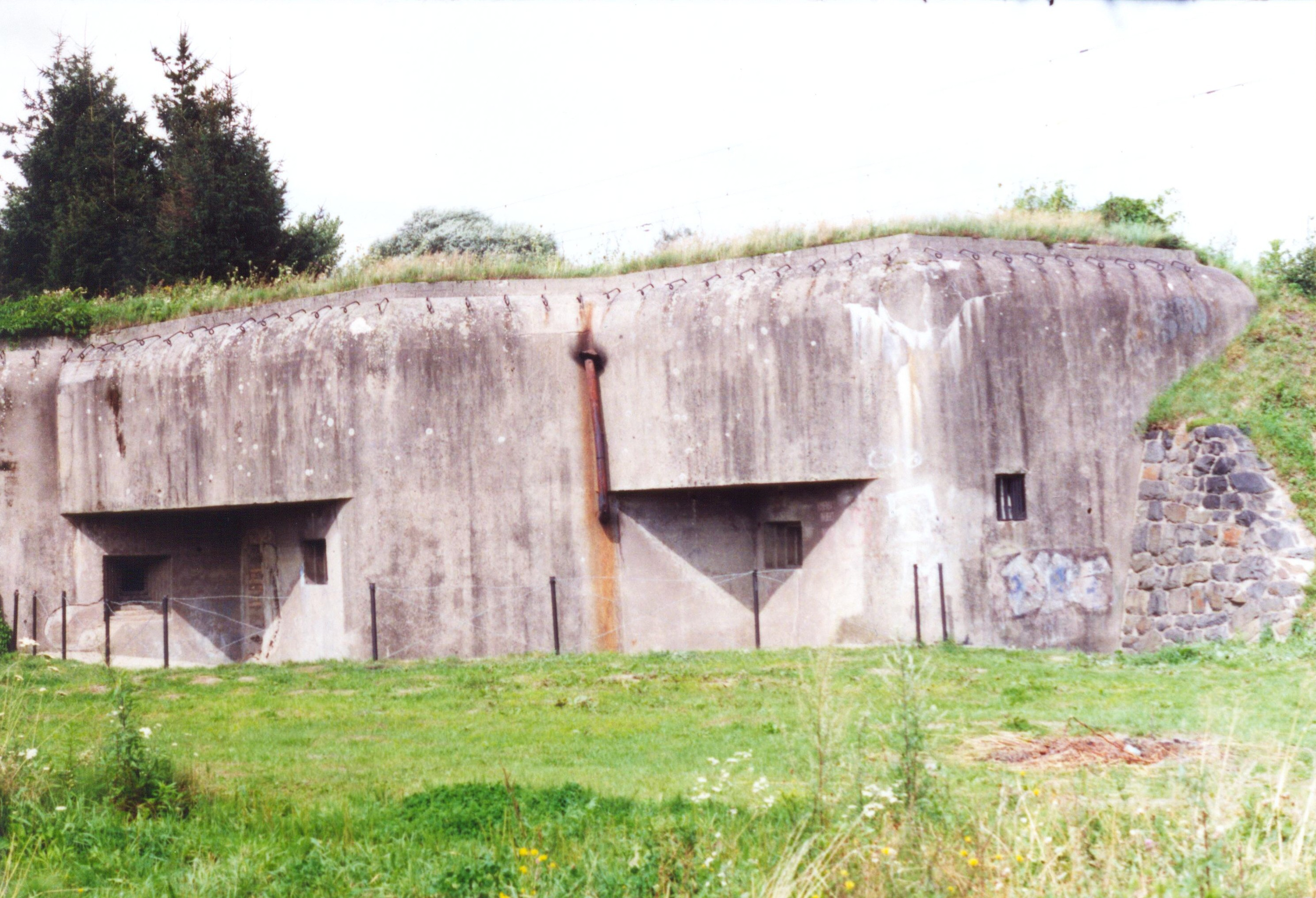
MO-S5 (b) levá část v roce 2001
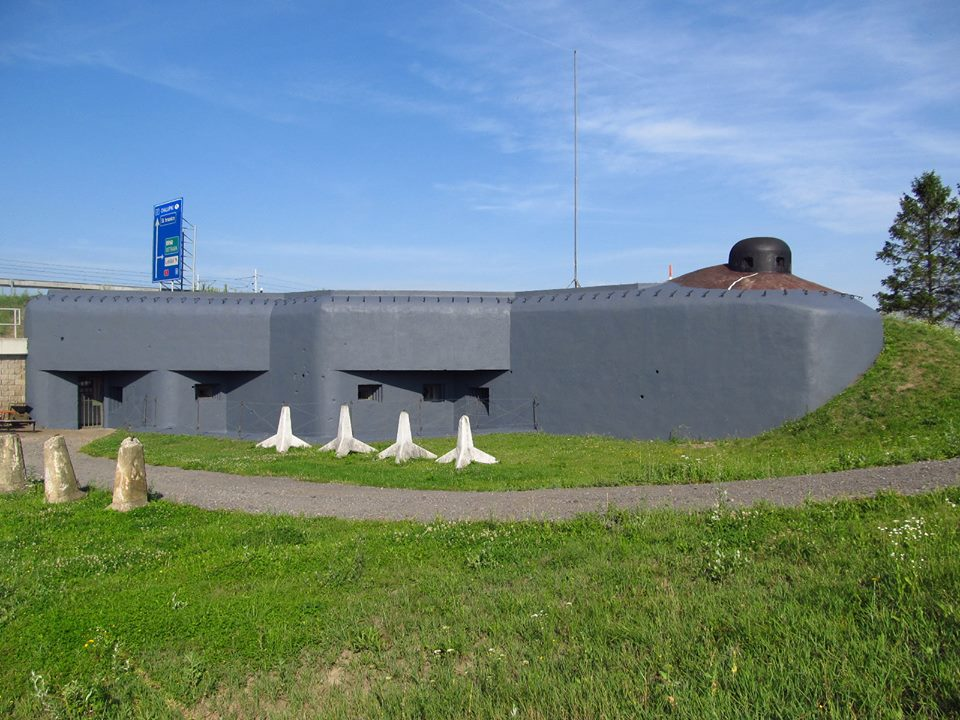
Stav v roce 2014